# Porto Academy
Die Porto Academy ist eine internationale Sommerschule in Porto.

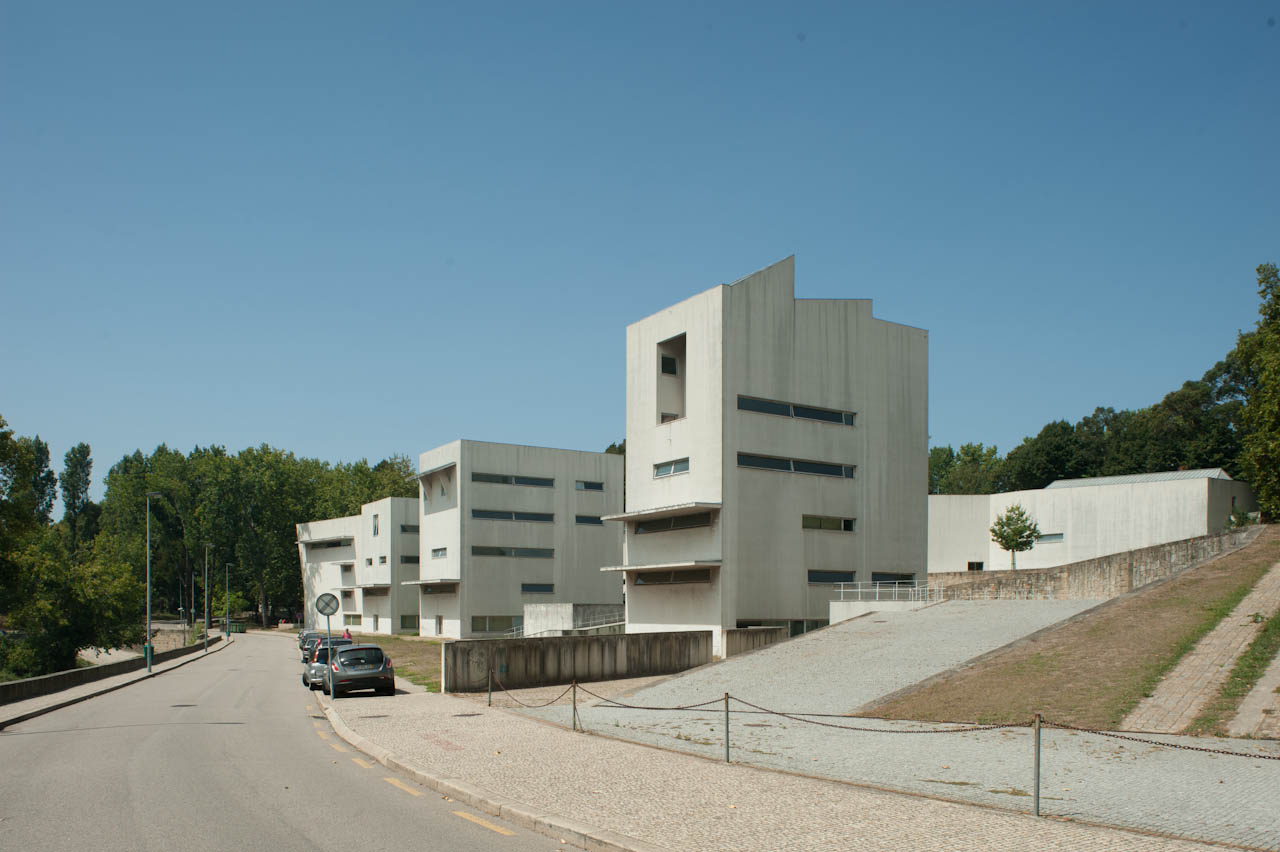
Fakultät der Architektur, Universität Porto (FAUP)

## Geschichte

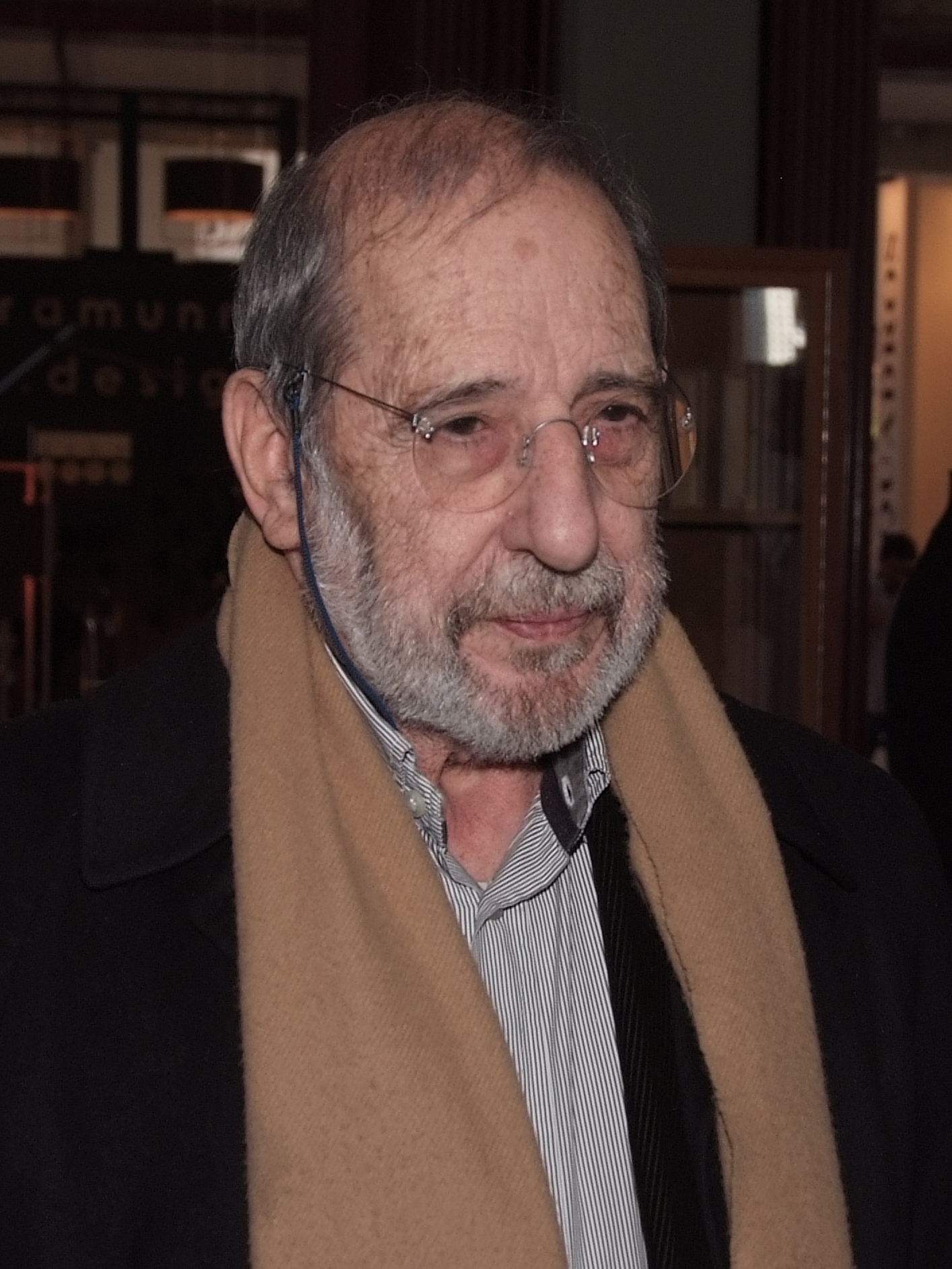
Álvaro Siza Vieira

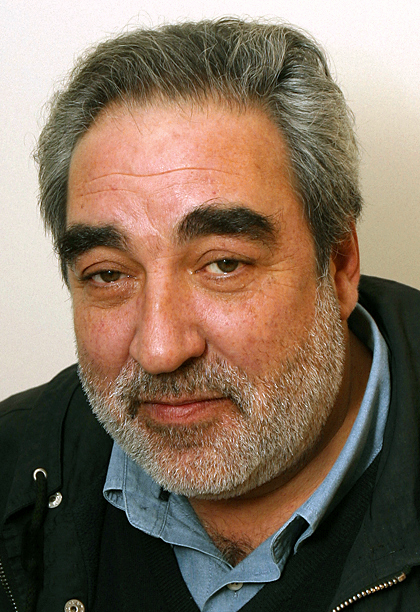
Eduardo Souto de Moura

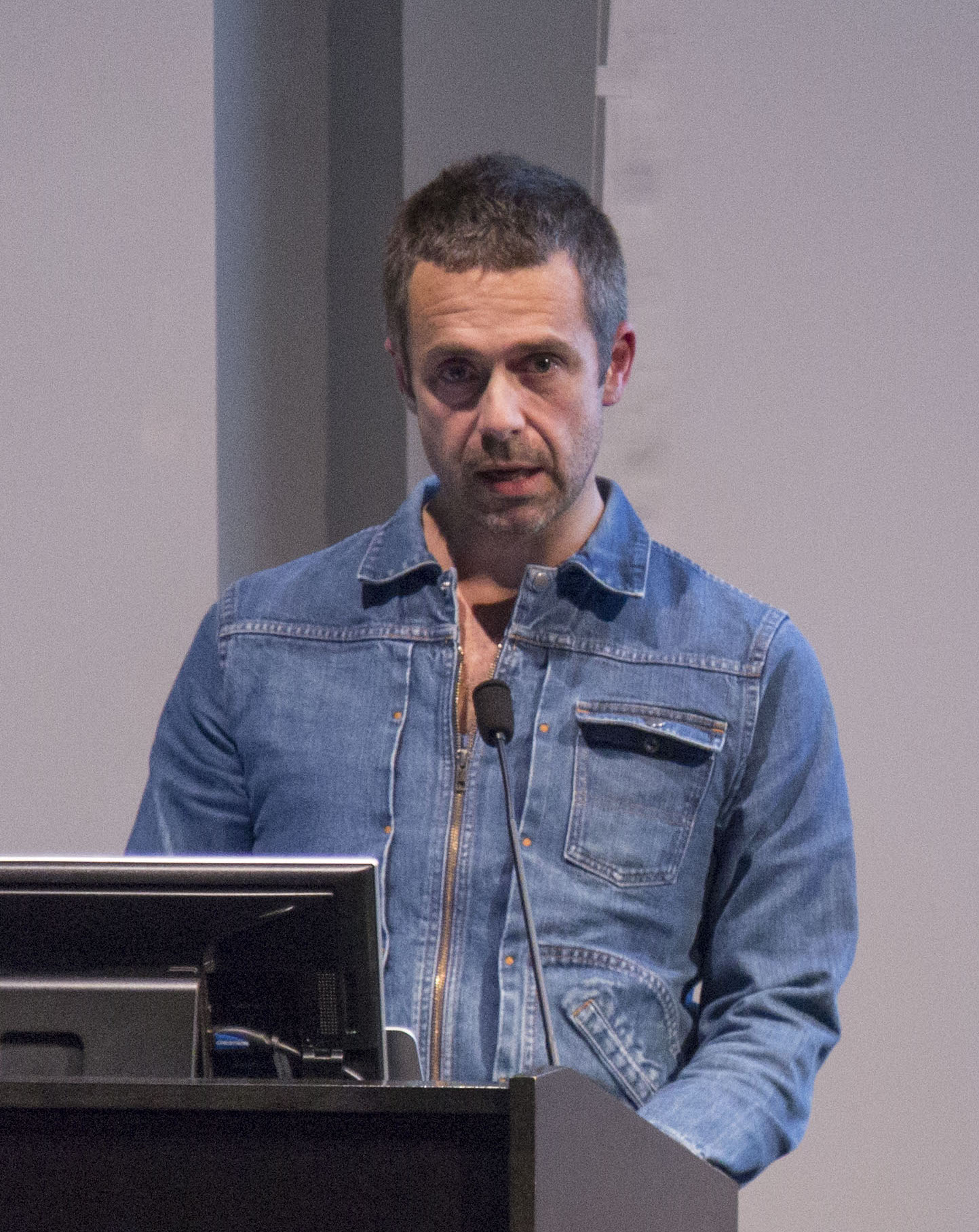
Alexandre Thériot

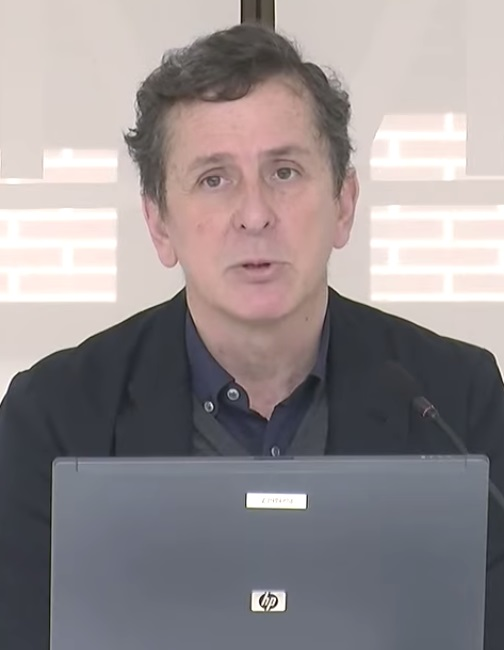
Emilio Tuñón

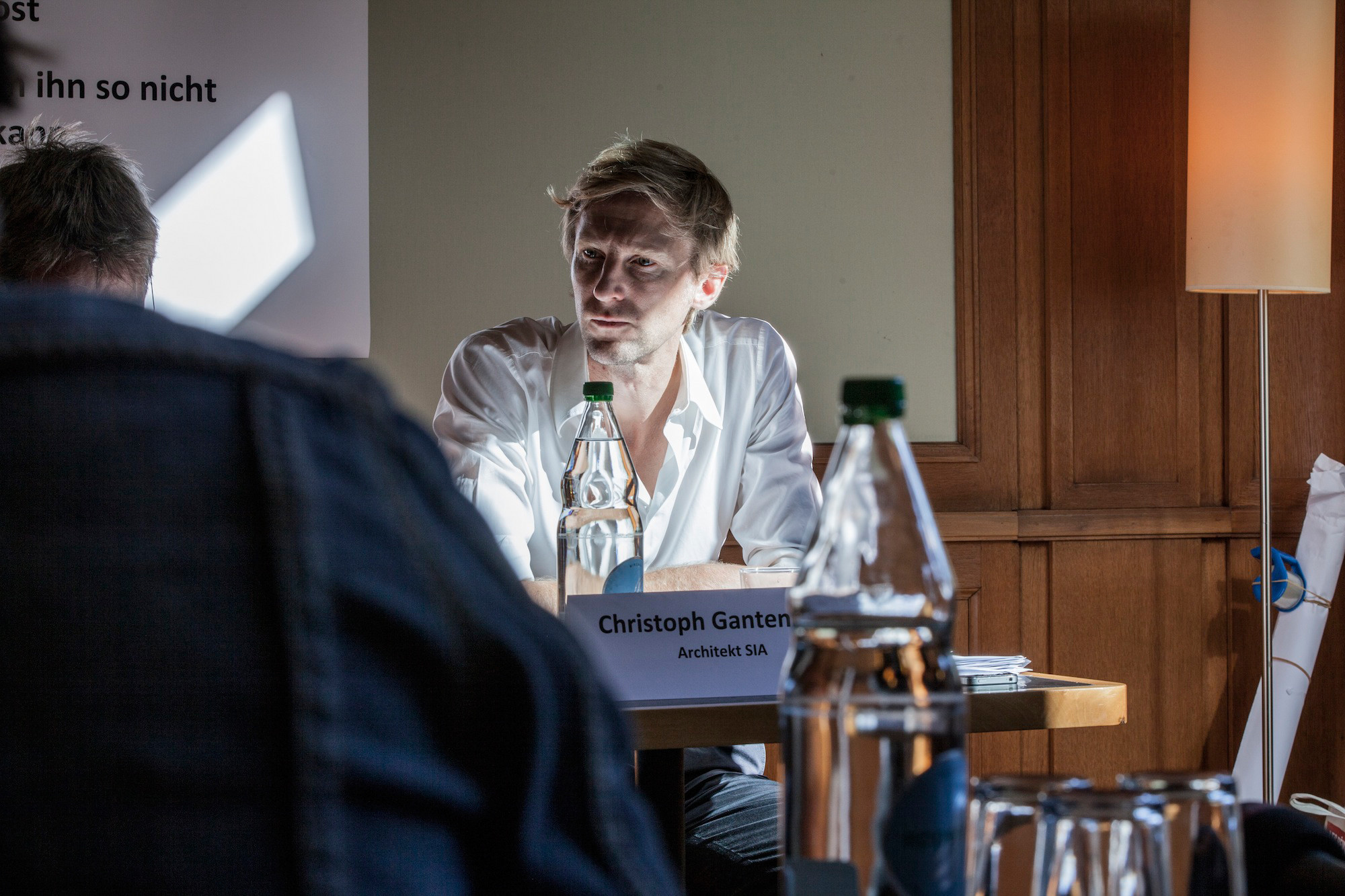
Christoph Gantenbein

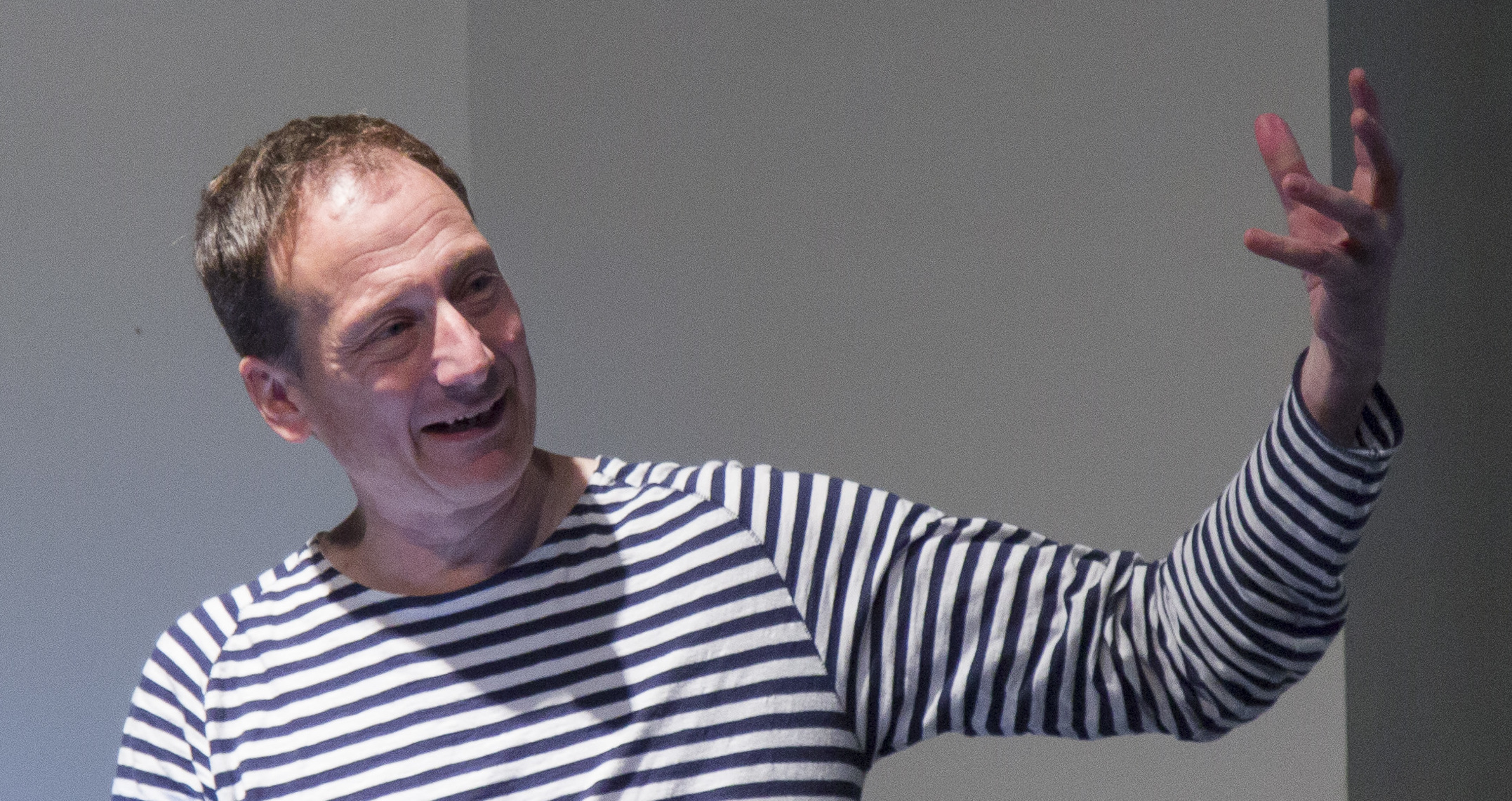
Adam Caruso

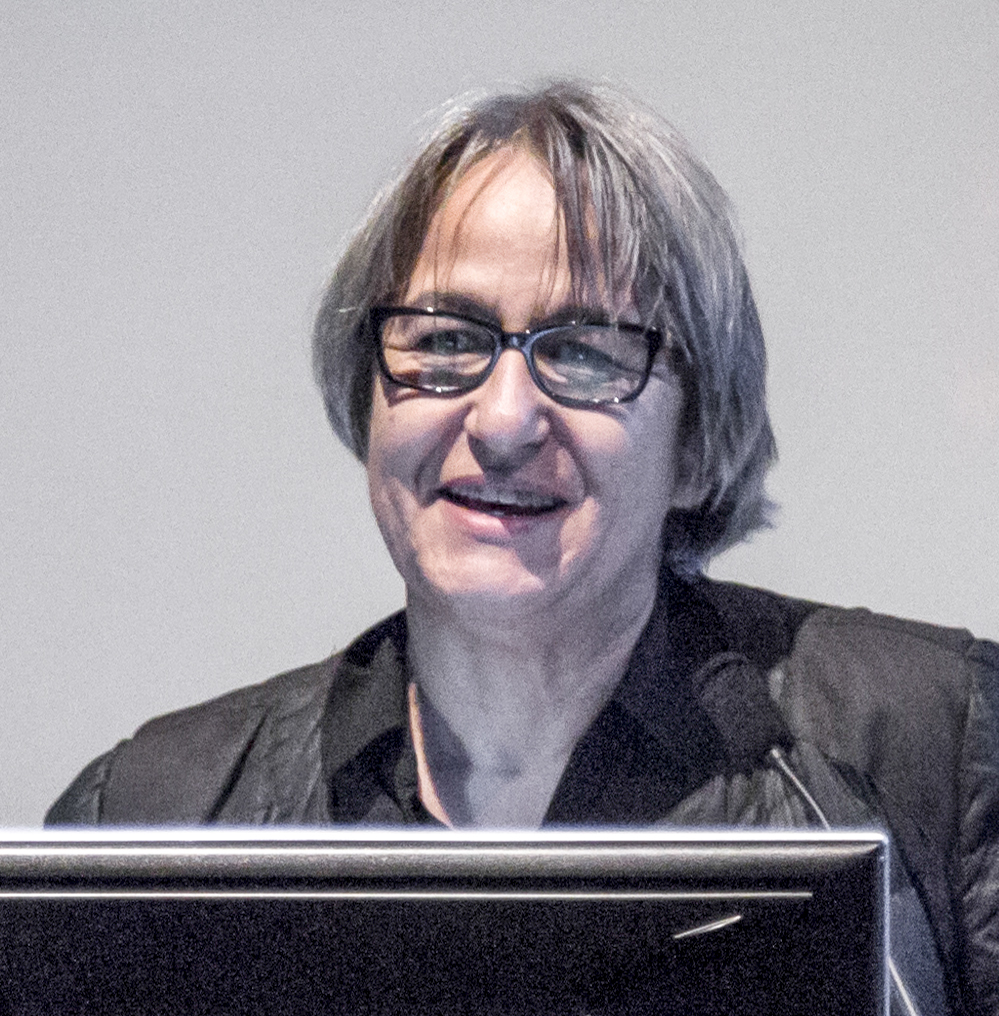
Anne Lacaton

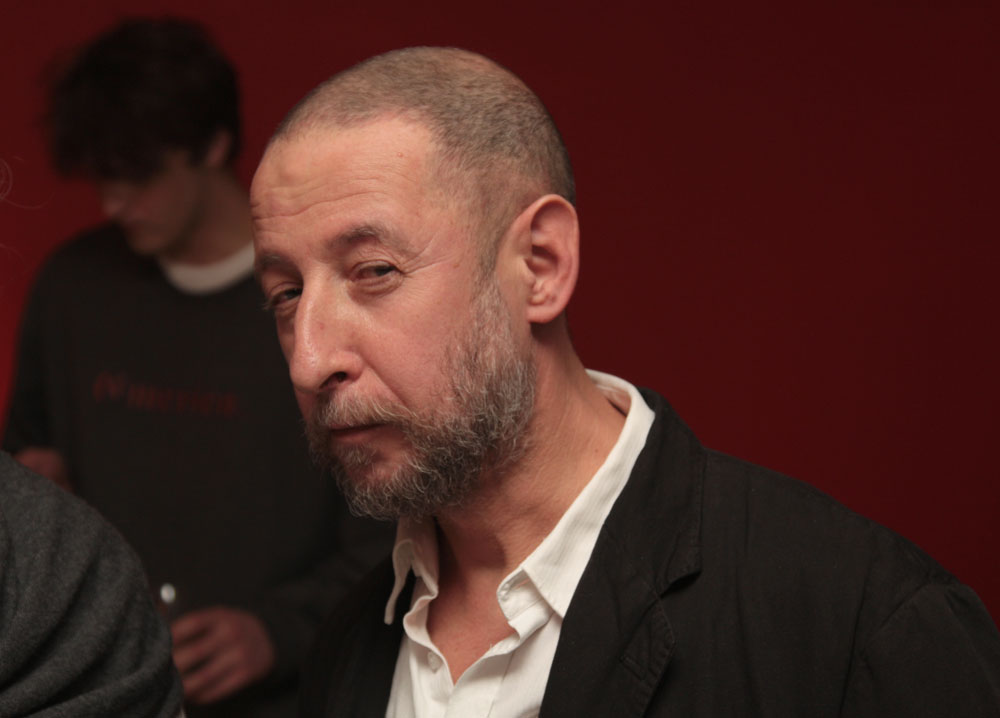
Alexander Brodsky

Seit 2013 bietet die Porto Academy jährlich zweiwöchige Workshops als Ergänzung zu den Architekturschulen an. Direktoren sind Amélia Brandão Costa und Rodrigo da Costa Lima. Es handelt sich um eine unabhängige Einrichtung, die sich ausschließlich der Autorenarchitektur widmet. Sie drängt Disziplin in Praxis und bietet eine ergänzende Lernerfahrung an, die sich von Regeln, Dogmen oder Ideen entfernt. Knapp 2000 Teilnehmer aus 88 verschiedenen Nationalitäten haben an der Porto Akademie teilgenommen.

## Gründer
Amélia Brandão Costa studierte Architektur an der Universidade Lusíada do Porto und an der Staatlichen Akademie der Bildenden Künste Stuttgart und Design an der Domus Academy in Mailand. gründete sie mit Rodrigo da Costa Lima eigenes Architekturbüro. Sie lernte sie bei João Pedro Serôdio, Isabel Furtado und Herzog & de Meuron. Sie ist Mitgründerin der Porto Academy und von Indexnewspaper, das Teil der MOMA New York Library Collection ist. Sie war auch Korrespondentin der Schweizer Architekturzeitschrift Faces.
Rodrigo da Costa Lima studierte Architektur an der Universidade Lusíada do Porto. 2007 gründete er mit Amélia Brandão Costa ein eigenes Architekturbüro. Er lernte bei João Pedro Serôdio, Isabel Furtado und Herzog & de Meuron. Er ist Mitgründer der Porto Academy und von Indexnewspaper, das Teil der MOMA New York Library Collection ist.

## Jahre

### 2013
- Workshopleiter: Raphael Zuber, Pascal Flammer, Anne Holtrop, Pier Paolo Tamburelli, Camilo Rebelo, Go Hasegawa, Nuno Brandão Costa, Serôdio Furtado, Thomas Raynaud, 51N4E
- Gastdozenten: Alexandre Alves Costa, Álvaro Siza, Eduardo Souto de Moura, Marcos Acayaba, Milton Braga
- Assistenten: Filipe Magalhães, Ana Aragão, Ana Luisa Soares, André Eduardo Tavares, Joana Rafael, José Martins, Luísa Moura, Manuel Montenegro, Patrício Guedes, Rita Saturnino

### 2014
- Workshopleiter: Romina Grillo, Liviu Vasiu, Tudor Vlasceanu, Antón Garcia-Abril, Barbas Lopes, Jan de Vylder, Vinck Taillieu, Eduardo Castillo, Emilio Marin, José Paulo dos Santos, Nuno Valentim, Kersten Geers, Paulo Providência, Ryan Kennihan, Tetsuo Kondo
- Gastdozenten: Valerio Olgiati, Christian Kerez, Manuel Aires Mateus, Jonathan Sergison
- Assistenten: Ana Aragão, Ana Luisa Soares, André Eduardo Tavares, Filipa Araújo, Filipe Madeira, Filipe Magalhães, Francisca Marques, Francisco Ascenção, Gisela Lameira, Hugo Barros Ferreira, Joana Rafael, José Martins, João Salsa, Luca Bosco, Luís Loureiro, Manuel Montenegro, Margarida Quintã, Maria Souto de Moura, Marisa Oliveira, Nuno Travasso, Rita Leite, Rita Machado Lima, Sérgio Catumba

### 2015
- Workshopleiter: Angela Deuber, Johannes Norlander, Amunt, Adrien Verschuere, Alexandre Thériot, Guilherme Machado Vaz, H Arquitectes, João Paulo Loureiro, Menos é Mais, Pezo von Ellrichshausen, Productora
- Gastdozenten: Emilio Tuñón, Ricardo Bak Gordon, Sami, Solano Benitez
- Assistenten: António do Fundo Ferreira, David Ottosson, David Palussière, Elena Aleksandrov, Francisca Marques, Gisela Lameira, João Paupério, João Salsa, Leonardo Remuzzi, Luis Sousa, Luísa Souto Moura, Madalena Vidigal, Maria Rebelo, Maria Souto de Moura, Rita Leite

### 2016
- Workshopleiter: Adalberto Dias, Angelo Bucci, Kevin Carmody, Andy Groarke, Cecilia Puga, Christoph Gantenbein, Correia Ragazzi, Martino Tattara, Piet Eckert, Jun Igarashi, Tatiana Bilbao
- Gastdozenten: Arno Brandlhuber, Adam Caruso, Anne Lacaton, Roger Diener
- Assistenten: Adalberto Dias, Ciro Miguel, David Ottosson, Gisela Lameira, Joana Tomaz, João Salsa, Madalena Vidigal, Margarida Quintã, Maria Souto de Moura, Mariana Bareira, Rita Leite, Rui Pinto

### 2017
- Workshopleiter: AFGH, Aristide Antonas, BAST, GAFPA, Job Floris, Johan Celsing, Oliver Lütjens, Thomas Padmanabhan, Márcio Kogan, Maio, Pedro Bandeira, Ted'A, Tom de Paor
- Gastdozenten: Barozzi Veiga, Ryue Nishizawa, Smiljan Radic
- Assistenten: Adalberto Dias, Diogo Fonseca Lopes, Gisela Lameira, José Pedro Lima, João Francisco Sousa, João Salsa, Leonardo Remuzzi, Madalena Vidigal, Mariana Bareira, Ricardo Leitão, Rita Furtado, Rui Pinto
- Gastkritiker: Ana Alves Costa, Rodrigo Coelho

### 2018
- Workshopleiter: Adamo Faiden, Arquitectura G, Fran Silvestre, Joanna Meyer-Grohbrügge, Ling Hao, Luís Urbano, Manuel Cervantes, NP2F, Sam Chermayeff, Sauter von Moos, SO-IL, Stephen Taylor, Gilles Delalex
- Gastdozenten: Atelier Bow-Wow, Not Vital, Steven Holl
- Assistenten: Ana Rita Vale, Diogo Fonseca Lopes, Elena Aleksandrov, José Pedro Lima, João Francisco Sousa, João Salsa, Marcos Veiga, Marta Machado, Ricardo Leitão, Rita Furtado, Rui Pinto, Sevak Asatrián, Stefano Passamonti, Taavi Hentonen

### 2019
- Workshopleiter: Arrhov Frick, Atelier da Bouça, Dyvik Kahlen, Ahmed Belkhodja, Ana Luísa Soares, Filipe Magalhães, Frida Escobedo, Johansen Skovsted, López Rivera, MOS, Nicolas Dorval-Bory, OMMX, Raamwerk, Christian Scheidegger, Jürg Keller
- Gastdozenten: Juan Herreros, Madelon Vriensendorp, Tony Fretton
- Assistenten: Ana Rita Vale, Diogo Fonseca Lopes, Elói Gonçalves, José Pedro Lima, João Salsa, Lera Samovich, Marcos Veiga, Margarida Marques, Nuno Reis Pereira, Ricardo Leitão, Rui Pinto

### 2020
- Gastdozenten: AGWA, André Tavares, Case Design, Kosmos, Norell/Rodhe

### 2021
- Workshopleiter: André Tavares, Andreas Bründler, Didier Fiúza Faustino, Jan Kinsbergen, Kosmos, LCLA office, Leopold Banchini, Mary Duggan, Norell/Rodhe, Nuno Melo Sousa
- Gastdozenten: Alexander Brodsky, Flores Prats

### 2022
- Workshopleiter: Clancy Moore, David Kohn, DF_DC, Diogo Aguiar Studio, Jo Taillieu, M-AO, Salottobuono, Selina Walder, Georg Nickisch, WOJR
- Gastdozenten: Ila Bêka, Louise Lemoine, Selgas Cano
- Assistenten: António Mesquita, Carolina Catarino Gomes, David Wasel, Duarte Nuno Miranda, Francesca, Francisca Alexandre, Hanna Albrecht, João Manarte, Julia Berger, Ludwig Müller, Maribel A. Sengewald, Onur Özman, Ottavia Sigrist, Samuele Bertoni, Simone Fagini, Thomas Goldschmidt

## Partner
- 2G, Archdaily, Barragan Foundation, Camara Municipal do Porto, Casa da Arquitectura, Casa da Musica, Casa de Cha da Boa Nova, Casa Gilardi, Casa Luis Barragan, Casa Ortega, Casa Pedregal, Domus[3], El Croquis, Estadio Municipal de Braga, FADU Buenos Aires, Faculdade de Arquitectura da Universidade do Porto, Faculdade de Economia da Universidade do Porto, Fundacao de Serralves, Fundacao Jorge Sampaio, Igreja do Marco de Canaveses, Indexnewspaper, Indexshop, Liga DF, March Valencia, Museo Jumex, Piscinas das Mares, Quinta da Conceicao, Teatro Municipal do Porto, University of Pennsylvania

## Sponsoren
- Montalba architects, Gyptec, Panoramah, Volcalis

## Bücher
- Resilience and Joy. Porto Academy 2013–2020. Indexnewspaper, Porto 2021